# Haut-Louron : Aygues Tortes, Caillauas, Gourgs Blancs, Gorges de Clarabide, pics des Pichadères et d'Estiouère, montagne de Tramadits
Haut-Louron : Aygues Tortes, Caillauas, Gourgs Blancs, Gorges de Clarabide, pics des Pichadères et d'Estiouère, montagne de Tramadits este o arie protejată (sit de importanță comunitară — SCI) din Franța întinsă pe o suprafață de 5.439 ha, integral pe uscat.

## Localizare
Centrul sitului Haut-Louron : Aygues Tortes, Caillauas, Gourgs Blancs, Gorges de Clarabide, pics des Pichadères et d'Estiouère, montagne de Tramadits este situat la coordonatele 42°43′59″N 0°25′20″E / 42.73306°N 0.42222°E.

## Înființare
Situl Haut-Louron : Aygues Tortes, Caillauas, Gourgs Blancs, Gorges de Clarabide, pics des Pichadères et d'Estiouère, montagne de Tramadits a fost declarat arie specială de conservare în baza directivei 92/43 din 1992 referitoare la conservarea habitatelor naturale și a faunei și florei sălbatice pentru a proteja 2 specii de plante și 4 specii de animale.

## Biodiversitate
Situată în ecoregiunea alpină, aria protejată conține 20 de habitate naturale: Ape stătătoare oligotrofe până la mezotrofe, cu vegetație de Littorelletea uniflorae și/sau de Isoëto-Nanojuncetea, Râuri de munte și vegetația erbacee de pe malurile acestora, Pajiști alpine și boreale, Pajiști alpine și subalpine calcaroase, Liziere de ierburi înalte hidrofile de câmpie și de nivel montan până la alpin, Turbării active, Grohotișuri silicioase de la nivelul montan până la nivelul zăpezii (Androsacetalia alpinae și Galeopsietalia ladani), Pante stâncoase calcaroase cu vegetație casmofită, Pante stâncoase silicioase cu vegetație casmofită, Păduri montane și subalpine de Pinus uncinata (* dezvoltate pe substrat gipsos sau calcaros), Pajiști silicioase din Pirinei cu Festuca eskia, Fânețe montane, Mlaștini alcaline, Păduri de fag acidofile atlantice, cu subarboret de Ilex și, uneori, de asemenea, Taxus, la nivelul arbuștilor (Quercion robori-petraeae sau Ilici-Fagenion), Păduri aluvionare cu Alnus glutinosa și Fraxinus excelsior (Alno-Padion, Alnion incanae, Salicion albae), Grohotișuri termofile și vest-mediteraneene, Ghețari permanenți, Pajiști uscate seminaturale și facies de acoperire cu tufișuri pe substraturi calcaroase (Festuco-Brometalia) (* situri importante pentru orhidee), Formațiuni ierboase bogate în specii de Nardus, dezvoltate pe substraturi silicioase în zone montane (și în zone submontane, în Europa continentală), Roci stâncoase cu vegetație pionieră de Sedo-Scleranthion sau Sedo albi-Veronicion dillenii.
La baza desemnării sitului se află mai multe specii protejate:
- plante (2): Androsace pyrenaica, Aster pyrenaeus
- mamifere (1): Galemys pyrenaicus
- nevertebrate (1): Rosalia alpina
- pești (1): zglăvoacă (Cottus gobio)
- reptile (1): Iberolacerta bonnali

Pe lângă speciile protejate, pe teritoriul sitului au mai fost identificate 9 specii de plante, 1 specie de amfibieni.